# Federico Laurito
Federico Raúl Laurito (n. Rosario, Santa Fe; 18 de mayo de 1990) es un exfutbolista argentino que jugaba como delantero.

## Trayectoria
Es un jugador de fútbol profesional formado en las divisiones inferiores del Club Atlético Newells Old Boys de Rosario. Integró la Selección Argentina Sub-15 y Sub-17, siendo el goleador del Campeonato Sudamericano Sub-15 disputado en Bolivia con 7 goles y en ese campeonato es donde se interesan varios equipos europeos, resultando al final del mismo fichado en forma definitiva por el Udinese Calcio de la Serie A. En el 2006 con sólo 16 años disputa el campeonato de reserva de Italia (primavera) con el equipo de Udinese Calcio, siendo goleador del mismo con 28 goles. En la Serie A también jugó en equipos como Livorno, entre los años 2007 y 2008.
Regresa a Argentina donde es contratado por el lapso de una temporada (2009-2010) por el Club Atlético Huracán para disputar el campeonato de primera división del fútbol argentino, luego regresa a Italia y ficha por 6 meses para el Empoli. En el año 2011 nuevamente regresa al fútbol sudamericano, esta vez se interesa por sus servicios el Deportivo Cuenca de la primera división del fútbol de Ecuador, allí marca 16 goles en la temporada. Luego es contratado por la Universidad Católica de Quito para disputar la temporada 2013, en dicha temporada vuelve a convertir una cantidad impresionante de goles, sumando un total de 25 goles en toda la temporada, siendo al final segundo en la tabla de goleadores. 
En la temporada 2014, es cedido a préstamo al Barcelona SC de la liga ecuatoriana tras ser el segundo máximo goleador de la temporada 2013 con 25 goles, para que juegue y haga dupla junto a su compatriota y tocayo Federico Nieto que fue el máximo goleador del 2013 con 29 goles, se esperaba una dupla goleadora de los 2 máximos goleadores de la temporada anterior no tuvieron el rendimiento esperado, y la dupla denominada "Los Federicos" fracasaron, Laurito sólo anotó un gol (con asistencia de su tocayo Federico Nieto), mientras que Federico Nieto marcó 3 goles, y a principios de 2015 Federico Laurito regresa a la Universidad Católica de Quito.
En julio de 2015 vuelve a Argentina para jugar en Arsenal Futbol Club de la Primera División de Argentina al que estuvo vinculado durante 12 meses.
En junio del 2016, Laurito partió a Chile para jugar por el Unión La Calera de la Primera B de Chile, con el propósito de llevar al equipo cementero a la Primera División del fútbol chileno. Jugó 15 partidos y anotó 4 goles. 
En 2017, Federico vuelve a Ecuador donde ficha por Gualaceo Sporting Club, club de la Serie B de Ecuador, donde vuelve a destacarse como goleador al anotar 10 goles en tan solo 14 partidos. 
A principios del año 2018, Federico Laurito es contratado por el Aucas, club de la primera división de Ecuador.
A mediados de 2018, Federico Laurito pasa a jugar con el América de Quito, juega 24 partidos y convierte 12 goles, siendo uno de los goleadores del campeonato y un futbolista destacado en el ascenso del equipo a la Serie A del fútbol ecuatoriano. Con el América de Quito disputa el campeonato de primera división en el primer semestre de 2019.
A mediados de 2019 pasa a la Liga Deportiva Universitaria de Portoviejo de la Serie B de Ecuador, donde nuevamente logra el ascenso a la Serie A de Ecuador con el conjunto de Portoviejo, siendo destacado como uno de los goleadores marcando un total de 11 goles.
El 16 de diciembre de 2019 se confirma la llegada de Laurito al Independiente Medellín, uno de los clubes más tradicionales del fútbol colombiano de cara a las competiciones del 2020.
En 2021 hizo oficial su retiro de las canchas por problemas físicos.

## Selección nacional
- Hizo parte de la Selección Argentina Sub-15 que disputó el Campeonato Sudamericano Sub-15 disputado en Bolivia. Fue el goleador del campeonato con 7 goles.

- Hizo parte de la Selección Argentina Sub-17 que disputó el Campeonato Sudamericano Sub-17 en Cuenca, Ecuador.

- En total jugó 10 partidos con las Selecciones Juveniles de Argentina y convirtió 12 goles.

### Participaciones en Selección
| Competición                            | Sede    | Resultado    |
| -------------------------------------- | ------- | ------------ |
| Campeonato Sudamericano Sub-15 de 2005 | Bolivia | Subcampeón   |
| Campeonato Sudamericano Sub-17 de 2007 | Ecuador | Tercer lugar |

## Clubes
| Club                   | País                | Año                 | Partidos | Goles |
| ---------------------- | ------------------- | ------------------- | -------- | ----- |
| Newell's Old Boys      | Argentina           | 2006-2007           | 1        | 0     |
| Udinese                | Italia              | 2007-2008           | 0        | 0     |
| Livorno                | Italia              | 2008                | 2        | 0     |
| Venezia                | Italia              | 2009                | 6        | 0     |
| Huracán                | Argentina           | 2009-2010           | 11       | 1     |
| Empoli                 | Italia              | 2010-2011           | 9        | 1     |
| Deportivo Cuenca       | Ecuador             | 2011                | 28       | 16    |
| Universidad Católica   | Ecuador             | 2012-2013           | 37       | 25    |
| Barcelona SC           | Ecuador             | 2014                | 8        | 1     |
| Universidad Católica   | Ecuador             | 2015                | 13       | 4     |
| Arsenal                | Argentina           | 2015-2016           | 1        | 0     |
| Unión La Calera        | Chile               | 2016                | 15       | 4     |
| Gualaceo               | Ecuador             | 2017                | 14       | 10    |
| Fuerza Amarilla        | Ecuador             | 2017                | 7        | 1     |
| Aucas                  | Ecuador             | 2018                | 10       | 1     |
| América de Quito       | Ecuador             | 2018-2019           | 37       | 13    |
| Liga de Portoviejo     | Ecuador             | 2019                | 19       | 11    |
| Independiente Medellín | Colombia            | 2020                | 4        | 0     |
| Total en su carrera    | Total en su carrera | Total en su carrera | 223      | 88    |

## Palmarés
| Título  | Club                 | País    | Año  |
| ------- | -------------------- | ------- | ---- |
| Serie B | Universidad Católica | Ecuador | 2012 |

### Otros logros
| Título            | Club               | País    | Año  |
| ----------------- | ------------------ | ------- | ---- |
| Ascenso a Serie A | América de Quito   | Ecuador | 2018 |
| Ascenso a Serie A | Liga de Portoviejo | Ecuador | 2019 |

### Distinciones individuales
| Distinción                                                        | Año  |
| ----------------------------------------------------------------- | ---- |
| Goleador del Campeonato Sudamericano Sub-15                       | 2005 |
| Goleador del Torneo Primavera (Reservas)                          | 2006 |
| Segundo Goleador del Campeonato Ecuatoriano de Fútbol 2013        | 2013 |
| Incluido en el 11 ideal del Campeonato Ecuatoriano de Fútbol 2013 | 2013 |